# Kyoji Horiguchi
Pour les articles homonymes, voir Horiguchi.
Kyoji Horiguchi (堀口 恭司, Horiguchi Kyōji), né le 12 octobre 1990 à Takasaki dans la préfecture de Gunma, est un pratiquant professionnel japonais d'arts martiaux mixtes (MMA). Il combat actuellement au Rizin ff dans la division des poids mouches.

## Distinctions
- Shooto
  - Champion poids coqs
  - Vainqueur du tournoi des rookies 2010

## Palmarès en arts martiaux mixtes
| 35 combats     | 30 victoires | 5 défaites |
| Par KO         | 15           | 2          |
| Par soumission | 4            | 1          |
| Sur décision   | 11           | 2          |

| Résultat | Record | Adversaire                | Méthode                                              | Événement                                                                   | Date              | Round | Temps | Lieu                                | Notes                                               |
| -------- | ------ | ------------------------- | ---------------------------------------------------- | --------------------------------------------------------------------------- | ----------------- | ----- | ----- | ----------------------------------- | --------------------------------------------------- |
| Victoire | 30-5   | Yuto Hokamura             | Soumission technique (étranglement triangle de bras) | Rizin FF - Super Rizin / Rizin 38                                           | 25 septembre 2022 | 2     | 2:59  | Saitama, Japon                      |                                                     |
| Défaite  | 28-3   | Patrick Mix               | Décision unanime                                     | Bellator 279 - Cyborg vs. Blencowe 2                                        | 23 avril 2022     | 5     | 5:00  | Honolulu, Hawaï, États-Unis         |                                                     |
| Défaite  | 28-3   | Sergio Pettis             | KO (coup de poing retourné)                          | Bellator 272 - Pettis vs. Horiguchi                                         | 3 décembre 2021   | 4     | 3:24  | Uncasville, Connecticut, États-Unis |                                                     |
| Victoire | 29-3   | Kai Asakura               | KO (poings)                                          | Rizin FF - Rizin 26                                                         | 31 décembre 2020  | 1     | 2:48  | Saitama, Japon                      |                                                     |
| Défaite  | 28-3   | Kai Asakura               | KO (poings)                                          | Rizin FF - Rizin 18                                                         | 18 août 2019      | 1     | 1:08  | Nagoya, Aichi, Japon                |                                                     |
| Victoire | 28-2   | Darrion Caldwell          | Décision unanime                                     | Bellator 222 - MacDonald vs. Gracie                                         | 14 juin 2019      | 5     | 5:00  | New York, États-Unis                |                                                     |
| Victoire | 27-2   | Ben Nguyen                | KO (poings)                                          | Rizin FF - Rizin 15                                                         | 21 avril 2019     | 1     | 2:53  | Yokohama, Kanagawa, Japon           |                                                     |
| Victoire | 26-2   | Darrion Caldwell          | Soumission (étranglement guillotine)                 | Rizin FF - Rizin 14                                                         | 31 décembre 2018  | 3     | 1:13  | Saitama, Japon                      |                                                     |
| Victoire | 25-2   | Hiromasa Ougikubo         | Décision unanime                                     | Rizin FF - Rizin 11                                                         | 29 juillet 2018   | 2     | 5:00  | Saitama, Japon                      |                                                     |
| Victoire | 24-2   | Ian McCall                | KO (poing)                                           | Rizin FF - Rizin 10                                                         | 6 mai 2018        | 1     | 0:09  | Fukuoka, Japon                      |                                                     |
| Victoire | 23-2   | Shintaro Ishiwatari       | KO (poings)                                          | Rizin Fighting World Grand Prix 2017 - Bantamweight Tournament: Final Round | 31 décembre 2017  | 2     | 0:14  | Saitama, Japon                      |                                                     |
| Victoire | 22-2   | Manel Kape                | Soumission (étranglement triangle de bras)           | Rizin Fighting World Grand Prix 2017 - Bantamweight Tournament: Final Round | 31 décembre 2017  | 3     | 4:27  | Saitama, Japon                      |                                                     |
| Victoire | 21-2   | Gabriel Leite de Oliveira | TKO (poings)                                         | Rizin Fighting World Grand Prix 2017 - Bantamweight Tournament: 2nd Round   | 29 décembre 2017  | 1     | 4:30  | Saitama, Japon                      |                                                     |
| Victoire | 20-2   | Hideo Tokoro              | KO (poings)                                          | Rizin Fighting World Grand Prix 2017 - Bantamweight Tournament: 1st Round   | 30 juillet 2017   | 1     | 1:49  | Saitama, Japon                      |                                                     |
| Victoire | 19-2   | Yuki Motoya               | Décision unanime                                     | Rizin 5 - Rizin 2017 in Yokohama: Sakura                                    | 16 avril 2017     | 2     | 5:00  | Yokohama, Kanagawa, Japon           |                                                     |
| Victoire | 18-2   | Ali Bagaoutinov           | Décision unanime                                     | UFC Fight Night: Mousasi vs. Hall II                                        | 19 novembre 2016  | 3     | 5:00  | Belfast, Irlande du Nord            |                                                     |
| Victoire | 17-2   | Neil Seery                | Décision unanime                                     | UFC Fight Night: Overeem vs. Arlovski                                       | 8 mai 2016        | 3     | 5:00  | Rotterdam, Pays-Bas                 |                                                     |
| Victoire | 16-2   | Chico Camus               | Décision unanime                                     | UFC Fight Night: Barnett vs. Nelson                                         | 27 septembre 2015 | 3     | 5:00  | Saitama, Japon                      |                                                     |
| Défaite  | 15-2   | Demetrious Johnson        | Soumission (clé de bras)                             | UFC 186: Johnson vs. Horiguchi                                              | 25 avril 2015     | 5     | 4:59  | Montréal, Québec, Canada            | Pour le titre des poids mouches de l'UFC.           |
| Victoire | 15-1   | Louis Gaudinot            | Décision unanime                                     | UFC 182: Jones vs. Cormier                                                  | 3 janvier 2015    | 3     | 5:00  | Las Vegas, Nevada, États-Unis       |                                                     |
| Victoire | 14-1   | Jon delos Reyes           | TKO (coups de poing)                                 | UFC Fight Night: Hunt vs. Nelson                                            | 20 septembre 2014 | 2     | 0:47  | Saitama, Japon                      |                                                     |
| Victoire | 13-1   | Darrell Montague          | Décision unanime                                     | UFC Fight Night: Brown vs. Silva                                            | 10 mai 2014       | 3     | 5:00  | Cincinnati, Ohio, États-Unis        | Début en poids mouches                              |
| Victoire | 12-1   | Dustin Pague              | TKO (coups de poing)                                 | UFC 166: Velasquez vs. Dos Santos III                                       | 19 octobre 2013   | 2     | 3:51  | Houston, Texas, États-Unis          |                                                     |
| Victoire | 11-1   | Shintaro Ishiwatari       | TKO (coups de poing)                                 | Vale Tudo Japan 2nd                                                         | 22 juin 2013      | 5     | 0:41  | Tokyo, Japon                        | Défend le titre poids coqs Shooto                   |
| Victoire | 10-1   | Hiromasa Ogikubo          | Soumission (étranglement arrière)                    | Shooto: 2nd Round 2013                                                      | 16 mars 2013      | 2     | 1:35  | Tokyo, Japon                        | Remporte le titre poids coqs Shooto                 |
| Victoire | 9-1    | Ian Loveland              | Décision unanime                                     | Vale Tudo Japan 1st                                                         | 24 décembre 2012  | 3     | 5:00  | Tokyo, Japon                        |                                                     |
| Victoire | 8-1    | Manabu Inoue              | Décision unanime                                     | Shooto: 8th Round                                                           | 16 juillet 2012   | 3     | 5:00  | Tokyo, Japon                        |                                                     |
| Victoire | 7-1    | Tetsu Suzuki              | TKO (coups de poing)                                 | Shooto: 3rd Round                                                           | 10 mars 2012      | 1     | 2:06  | Tokyo, Japon                        | Remporte le titre poids coqs de la RITC.            |
| Défaite  | 6-1    | Masakatsu Ueda            | Décision unanime                                     | Shooto: Survivor Tournament Final                                           | 8 janvier 2012    | 3     | 5:00  | Tokyo, Japon                        |                                                     |
| Victoire | 6-0    | Naohiro Mizuno            | KO (coups de poing)                                  | Shooto: Shootor's Legacy 4                                                  | 23 septembre 2011 | 2     | 3:26  | Tokyo, Japon                        |                                                     |
| Victoire | 5-0    | Yuta Nezu                 | KO (coup de poing)                                   | Shooto: Shootor's Legacy 3                                                  | 18 juillet 2011   | 1     | 3:17  | Tokyo, Japon                        |                                                     |
| Victoire | 4-0    | Takahiro Hosoi            | TKO (coups de poing)                                 | Shooto: Shooto Tradition 2011                                               | 29 avril 2011     | 1     | 1:06  | Tokyo, Japon                        |                                                     |
| Victoire | 3-0    | Seiji Akao                | TKO (coups de poing)                                 | Shooto: The Rookie Tournament 2010 Final                                    | 18 décembre 2010  | 2     | 0:43  | Tokyo, Japon                        | Remporte le tournoi des rookies 2010                |
| Victoire | 2-0    | Keita Ishibashi           | TKO (arrêt du médecin)                               | Shooto: Gig Tokyo 5                                                         | 7 août 2010       | 1     | 2:23  | Tokyo, Japon                        | Accède à la finale du tournoi des rookies 2010      |
| Victoire | 1-0    | Ranki Kanawa              | Décision unanime                                     | Shooto: Kitazawa Shooto Vol. 3                                              | 9 mai 2010        | 3     | 5:00  | Tokyo, Japon                        | Accède aux demi-finales du tournoi des rookies 2010 |